# Pendergrass
Pendergrass – miasto w Stanach Zjednoczonych, w stanie Georgia, w hrabstwie Jackson.

## Demografia
W roku 2010 miasto zamieszkiwały 422 osoby, a gęstość zaludnienia wynosiła 81,2 osoby/km². W roku 2023 liczba mieszkańców wzrosła do 1805 osób, a gęstość zaludnienia przekroczyła 347 osób/km². Na przestrzeni zaledwie 13 lat zaludnienie Pendergrass zwiększyło się prawie 4,3-krotnie.